# Christian Twente
Christian Twente (* 25. März 1968 in Dortmund) ist ein deutscher Filmregisseur und Drehbuchautor im Dokudrama.

## Leben
Seit 1997 macht der Dortmunder Regisseur Christian Twente Dokudramen für das ZDF, die BBC und National Geographic, überwiegend mit geschichtlichen Themen.
Ab 2007 war er Regisseur bei verschiedenen Miniserien der Reihe Terra X fürs ZDF. Er schrieb auch Drehbücher für Dokumentarfilme mit China-Thematik im geschichtlichen Kontext. 
Ab 2008 war er Regisseur bei der Serie Die Deutschen. 2013 hatte er die Regie bei der Dokuserie Frauen, die Geschichte machten.

## Filmografie
- 1998: Höllenfahrten: Meuterei auf der Batavia
- 1999: Echt Schalke (Fernsehdokumentation)
- 2007–2019: Terra X (Fernsehserie, 16 Folgen)
- 2008–2010: Die Deutschen (Fernsehserie, 9 Folgen)
- 2009: Kampf um Germanien, Teil 1: Der Verrat des Arminius. Teil 2: Die Schlacht im Teutoburger Wald
- 2011: Friedrich der Große – Alles oder nichts
- 2011: Im Namen Gottes – Der Heilige Krieg (Fernsehserie, 5 Folgen)
- 2013: Frauen, die Geschichte machten (Fernsehserie, 6 Folgen)
- 2013: Jeanne d’Arc – Kampf um die Freiheit
- 2013: Katharina die Große – Der Weg auf den Zarenthron
- 2013: Elisabeth I. – Verheiratet mit England
- 2013: Königin Luise – Die preußische Madonna
- 2015: Uli Hoeneß – Der Patriarch
- 2016: Tod im Wohnmobil – Wie starben die NSU Terroristen wirklich?
- 2016: Frontal 21 – Die Kölner Silvesternacht
- 2017: Ach, Europa! (Fernsehserie, 10 Folgen)
- 2017: Die Blutspur – Rechter Terror in Deutschland
- 2017: Das Luther-Tribunal – Zehn Tage im April
- 2018: Karl Marx – Der deutsche Prophet
- 2019: Stunden der Entscheidung – Angela Merkel und die Flüchtlinge
- 2020: Johannes Keppler – Der Himmelsstürmer
- 2021: KI – Die letzte Erfindung
- 2023: Der Anschlag – Angriff auf den DFB
- 2023: All or Nothing – Die Nationalmannschaft in Katar
- 2024: INRI – Warum musste Jesus sterben? (szenische Dokumentation; Regie)[1]